# Адольф (имя)
Адо́льф (нем. Adolf) — мужское имя германского происхождения. Сложилось из древненемецких слов «adal» (благородный) и «wolf» (волк); таким образом, имя Адольф означает «благородный волк». Одной из древних форм написания этого имени было Атаульф.
Было достаточно популярно, особенно в германоязычных странах, однако в 1940-е его популярность резко сократилась из-за ассоциаций с Адольфом Гитлером (вплоть до того, что некоторые Адольфы меняли имена). Однако, вопреки иногда встречающемуся утверждению, законодательного запрета на использование этого имени в Германии нет, хотя употребляется оно там достаточно редко.

## Именины
Католические именины:
| Святой            | День памяти |
| ----------------- | ----------- |
| Адольф Утрехтский | 17 июня     |
| Адольф Кордовский | 27 сентября |
| Адольф Кольпинг   | 4 декабря   |